# Letälven
Letälven är ett 22 km långt vattendrag vid gränsen mellan Värmland och Närke, som rinner mellan Möckeln via Degerfors och Skagern. Skagern avvattnas i sin tur av Gullspångsälven till Vänern. De viktigaste tillflödena till Möckeln är Timsälven och Svartälven, vilken rinner upp i sydvästra Dalarna.
Timsälven avvattnar många sjöar i östra Värmland, inklusive Stora Horssjön, Yngen, Östersjön, Daglösen, Stor-Lungen, Ullvettern och Alkvettern.